# Heino von Heimburg
Heino von Heimburg (ur. 24 października 1889 w Hanowerze, zm. październik 1945 w Stalingradzie) – niemiecki dowódca okrętów podwodnych Kaiserliche Marine podczas I wojny światowej, następnie wiceadmirał Kriegsmarine. W czasie I wojny światowej dowodzone przez niego okręty podwodne zatopiły 20 statków o łącznej pojemności 44 892 BRT oraz pięć okrętów. Okręty dowodzone przez Heino von Heimburga, uszkodziły także osiem jednostek o łącznej pojemności 49 699 BRT. 11 sierpnia 1917 roku został odznaczony Pour le Mérite. Heino von Heimburg do dziś dzierży miano najskuteczniejszego z dowódców okrętów podwodnych w historii w zakresie zwalczania okrętów podwodnych, zatapiając łącznie cztery jednostki tej klasy.

## Życiorys

### Początek służby
Heino von Heimburg w 1907 roku wstąpił do szkoły kadetów Kaiserliche Marine. Szkolenie odbył na okręcie szkolnym SMS „Stein”. 21 kwietnia 1908 roku został mianowany na stopień Fähnrich zur See. Pierwszym przydziałem była służba na pancerniku „Schleswig-Holstein”. Od września 1911 roku służył na pancerniku SMS „Hessen”. 10 kwietnia 1911 roku został awansowany na stopień Leutnant zur See. Od 28 kwietnia służył jako oficer wachtowy na niewielkim krążowniku SMS „Geier”. Od 1 października 1913 roku został skierowany na szkolenie przygotowujące do służby na okrętach podwodnych. Służył na okręcie „Vulkan”. 22 kwietnia 1914 roku został awansowany do stopnia Oberleutnant zur See.

### I wojna światowa
Po wybuchu I wojny światowej 5 sierpnia 1914 roku, Niemcy skonfiskowali czwarty z budowanych w Kilonii na zamówienie norweskiej marynarki wojennej okrętów podwodnych. Został on przyjęty do służby w Kaiserliche Marine 14 sierpnia 1914 jako SM U-A. Heino von Heimburg pełnił na nim funkcję oficera wachtowego. W czasie służby na SM UA, został odznaczony Krzyżem Żelaznym II klasy oraz Krzyżem Żelaznym I klasy. 25 marca 1915 roku powierzono mu dowództwo SM UB-14. 4 czerwca 1915 roku został przeniesiony na stanowisko dowódcy okrętu SM UB-15, na którym odniósł pierwsze zwycięstwo. 10 czerwca w pobliżu Porto di Piave Vecchia SM UB-15 zatopił włoski okręt podwodny „Medusa”. 7 czerwca SM UB-15 został przekazany marynarce Austro-Węgier i oznaczony U-11, a Heino von Heimburg powrócił na UB-14.
7 lipca 1915 roku podczas pierwszego patrolu po Adriatyku około 20 mil na południe od Wenecji, UB-14 storpedował włoski krążownik pancerny „Amalfi”. W wyniku zatonięcia okrętu śmierć poniosło 67 członków załogi.
16 lipca dowodzony przez Heino von Heimburga UB-14 wyruszył w podróż do Bodrum, aby brać udział w operacjach morskich w Cieśninie Dardanelskiej. Początkowo holowany przez austriacki niszczyciel, dotarł do wybrzeży Turcji 24 lipca. Po dokonaniu niezbędnych napraw, 12 sierpnia Heino von Heimburg wypłynął z Bodrum w kierunku szlaku z Aleksandrii do Dardaneli. 13 sierpnia UB-14 zaatakował pasażerski liniowiec HMT „Royal Edward”. Okręt transportowy przewoził wojsko z Avonmouth do Aleksandrii i Mudros. W wyniku ataku statek zatonął w 36°13′N 25°51′E/36,216667 25,850000, a śmierć poniosło co najmniej 866 żołnierzy i członków załogi.
2 września UB-14 zaatakował kolejny okręt przewożący wojsko do Aleksandrii oraz Mudros. „Southland” o pojemności 11 899 BRT, został poważnie uszkodzony, ale części załogi, która pozostała na jego pokładzie udało się uszkodzoną jednostkę doprowadzić do portu w Mudros.
4 września 1915 roku w okolicach Çanakkale brytyjski okręt HMS E7 zaplątał się w sieci przeciw okrętom podwodnym. Pomimo detonacji kilku min, okręt nie został uszkodzony. Wówczas Heino von Heimburg, wraz z księciem Heinrichem XXXVII Reus zu Köstritz oraz kucharzem ze swojego okrętu, podpłynęli łodzią wiosłową w miejsce uwięzienia E7. Od jakiegoś czasu tureckie lekkie jednostki nawodne usiłowały zmusić brytyjski okręt do wynurzenia. Po trwających przez dużą część dnia bezskutecznych próbach tureckich, za pomocą obciążonej linki Heino von Heimburg precyzyjnie ustalił miejsce i głębokość zanurzenia E7, po czym rzucił z łodzi turecką minę. Eksplozja ładunku w bezpośredniej bliskości okrętu Royal Navy, zmusiła jego dowódcę do wynurzenia oraz zatopienia okrętu. Wszyscy członkowie jego załogi dostali się do niewoli.
30 października 1915 roku tureccy żołnierze zajęli opuszczony przez Francuzów osiadły na mieliźnie okręt podwodny „Turquoise” (Q46) i na jego pokładzie znaleźli dokumenty wskazujące miejsce spotkania z operującym na tym samym akwenie brytyjskim okrętem HMS E20. Informacje te przekazali Niemcom i 6 listopada na Morzu Marmara UB-14 pod dowództwem von Heimburga oczekiwał na miejscu spotkania na przybycie niczego niespodziewającego się angielskiego okrętu. Około godziny 17 okręty zbliżyły się do siebie i SM UB-14 wystrzelił torpedę w kierunku E20. Załoga E20 podjęła próbę manewru, było jednak już za późno. W wyniku ataku zginęło 21 osób z załogi okrętu. Ośmiu marynarzy oraz kapitan C. H. Warren, przeżyli i dostali się do niewoli.
1 lipca 1917 roku Heino von Heimburg objął stanowisko dowódcy SM UC-22. Od 28 września 1916 do 20 lipca 1917 roku zatopił 12 statków oraz 3 uszkodził. 20 czerwca 1917 roku zatopił francuski okręt podwodny „Ariane”. 11 sierpnia 1917 roku został odznaczony Pour le Mérite.
5 października 1917 roku kapitan von Heimburg objął dowództwo przyjętego do służby w Kaiserliche Marine okrętu podwodnego typu UB III – SM UB-68. Okrętem dowodził do 1 lipca 1918 roku, kiedy to został zastąpiony przez kapitana Karla Dönitza. 14 października 1918 roku Heino von Heimburg został mianowany ostatnim dowódcą jednego z najsłynniejszych okrętów podwodnych SM U-35, jego poprzednimi dowódcami byli Waldemar Kophamel, Lothar von Arnauld de la Perière, Ernst von Voigt. 26 listopada 1918 roku okręt został przekazany Royal Navy.

### Okres międzywojenny
Po utworzeniu Reichsmarine kapitan Heino von Heimburg pozostał w czynnej służbie. Od sierpnia 1919 roku dowodził torpedowcami T 104 oraz T 139. W okresie od października 1921 roku do 18 września 1924 był adiutantem komendanta portu Swinemünde. Od 2 października 1925 roku został mianowany oficerem nawigacyjnym lekkiego krążownika „Amazone”. 1 października 1932 roku został awansowany na stopień komandora porucznika (Fregattenkapitän), a 1 lipca 1934 na stopień komandora (Kapitän zur See). W latach 1933–1937 był komendantem fortyfikacji u ujścia Łaby i Wezery. Od 6 października 1937 do końca 1939 roku był sędzią w Reichskriegsgericht (Najwyższym Sądzie Wojskowym III Rzeszy). 1 sierpnia 1939 roku został awansowany na kontradmirała.

### II wojna światowa
1 września 1942 roku przeszedł do rezerwy i do 31 maja 1943 roku pozostawał w dyspozycji dowództwa Kriegsmarine bez przydziału. 31 maja 1943 w randze wiceadmirała (Vizeadmiral) przeszedł w stan spoczynku. W marcu 1945 roku, mimo iż nie znajdował się w czynnej służbie, został pojmany przez żołnierzy radzieckich i uwięziony jako jeniec wojenny. Zmarł w październiku 1945 roku w obozie jenieckim pod Stalingradem.
Zatopienie przez kapitana Heino von Heimburga czterech okrętów podwodnych, kolejno „Medusy”, E7, E20 i „Ariane”, jest nie pobitym do dziś rekordem wśród dowódców okrętów podwodnych. Niektórzy historycy odmawiają wprawdzie uznania von Heimburgowi zatopienia E7, jednakże nawet bez tego okrętu, niemieckiemu dowódcy przypisuje się największą liczbę zatopionych okrętów podwodnych wroga w historii, spośród wszystkich dowódców okrętów tej klasy.